# Turnês de Ivete Sangalo

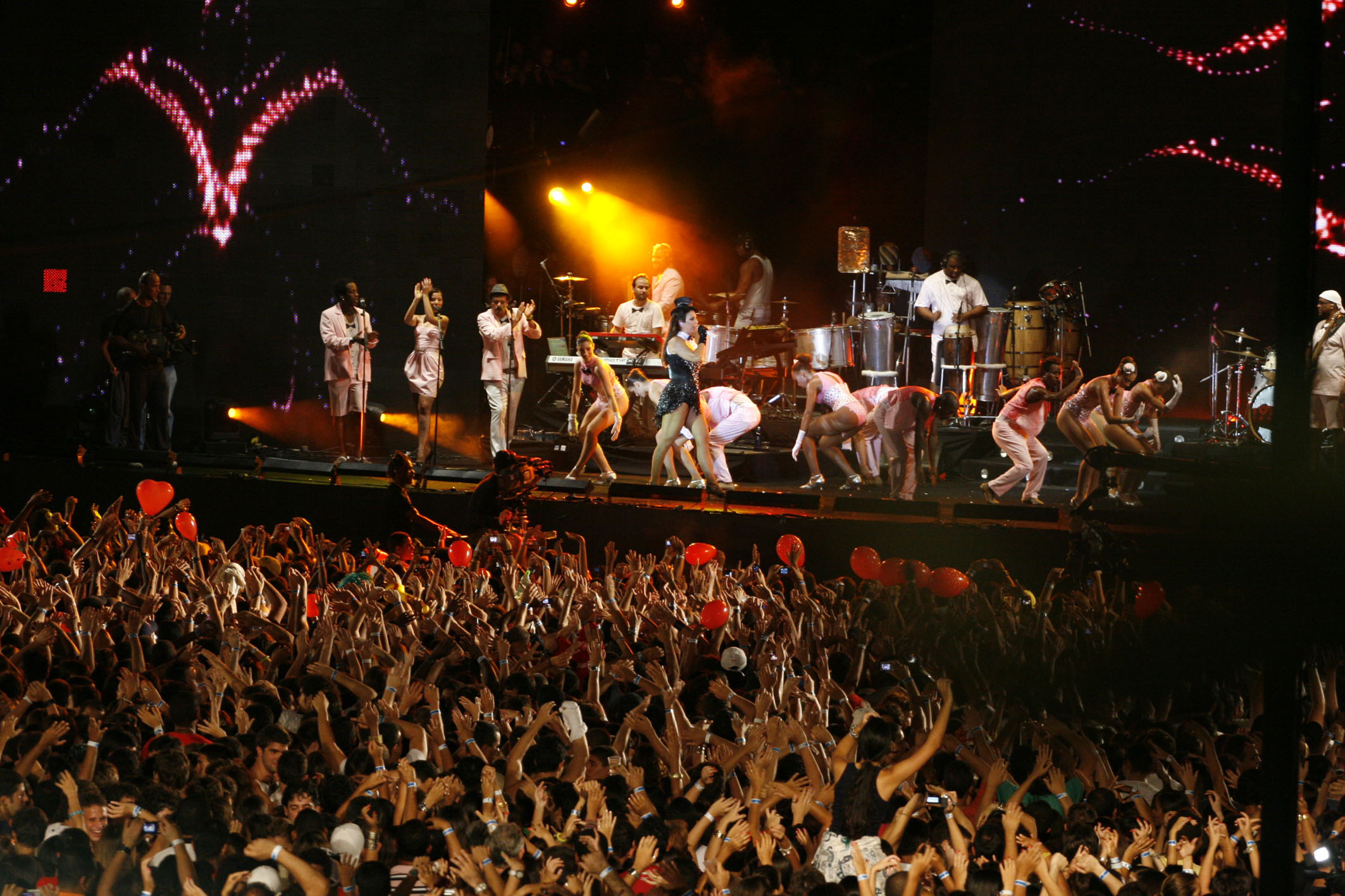
Ivete se apresentando no Festival de Verão Salvador em 2010.

As turnês de Ivete Sangalo já percorreram países de todo o continente da América do Sul, além de passar pelos Estados Unidos, Canadá, Japão e países da Europa. Ivete já passou por todos os estados brasileiros e realizou em torno de 2 mil shows em toda carreira. Em 1999 Ivete estreou sua primeira turnê solo, a Turnê Canibal, com o repertório de seu primeiro álbum e também seus sucessos na Banda Eva. Em 2000 esteve na Turnê Beat Beleza, que divulgada o single "Pererê", mas foi em 2002, com a Turnê Festa, que Ivete resolveu investir na estrutura, trazendo troca de roupas, telões de LED e um corpo de baile maior, seguida pelas Turnê Píer Bahia e Turnê MTV Ao Vivo e, enfim, em 2005 a Turnê D'As Super Novas. Em 2007 Ivete fez uma nova reformulação, trazendo uma grande estrutura para levar a Turnê Maracanã para dentro e fora do país. Em 2009, em meio ao Show Dalila Tour, Ivete descobriu sua gravidez. Já a Tour Madison, em 2011, trouxe para as cidades toda estrutura apresentada na gravação do DVD em Nova York, incluindo piano. Em 2012 foi a vez da Turnê Real Fantasia e 2014 as raízes da Bahia estiveram na IS20 Tour.

## Lista de turnês

### Oficiais
| Nº | Título                 | Duração                                         | Álbum base                                                | Nº de shows | Ref.          |
| -- | ---------------------- | ----------------------------------------------- | --------------------------------------------------------- | ----------- | ------------- |
| 1  | Turnê Canibal          | 27 de outubro de 1999 – 28 de fevereiro de 2001 | Ivete Sangalo                                             | 180         | [ 3 ]         |
| 2  | Turnê Beat Beleza      | 2 de março de 2001 – 13 de fevereiro de 2002    | Beat Beleza                                               | 102         | [ 4 ]         |
| 3  | Turnê Festa            | 7 de março de 2002 – 5 de março de 2003         | Festa                                                     | 104         | [ 5 ]         |
| 4  | Turnê Píer Bahia       | 24 de maio de 2003 – 18 de julho de 2004        | Clube Carnavalesco Inocentes em Progresso                 | 124         | [ 6 ]         |
| 5  | Turnê MTV Ao Vivo      | 25 de julho de 2004 – 20 de maio de 2006        | MTV ao Vivo                                               | 124         | [ 7 ]         |
| 6  | Ivete Sangalo Live!    | 26 de maio de 2006 – 23 de julho de 2006        | Vários                                                    | 27          | [ 8 ]         |
| 7  | Turnê D'As Super Novas | 5 de agosto de 2006 – 21 de fevereiro de 2007   | As Super Novas                                            | 69          | [ 9 ]         |
| 8  | Turnê Maracanã         | 24 de março de 2007 – 23 de maio de 2009        | Ivete no Maracanã                                         | 222         | [ 10 ]        |
| 9  | Dalila Tour            | 6 de junho de 2009 – 8 de março de 2011         | Pode Entrar                                               | 148         | [ 11 ]        |
| 10 | Tour Madison           | 27 de março de 2011 – 17 de novembro de 2012    | Ivete Sangalo no Madison Square Garden                    | 120         | [ 12 ]        |
| 11 | Real Fantasia Tour     | 30 de novembro de 2012 – 27 de julho de 2014    | Real Fantasia                                             | 141         | [ 13 ]        |
| 12 | IS20 Tour              | 2 de agosto de 2014 – 12 de agosto de 2016      | Ivete Sangalo – 20 Anos                                   | 140         | [ 13 ]        |
| 13 | Turnê Acústico         | 13 de agosto de 2016 – 31 de dezembro de 2017   | Acústico em Trancoso                                      | 83          | [ 14 ] [ 15 ] |
| 14 | Turnê 2018/2019        | 29 de abril de 2018 – 13 de abril de 2019       | Vários                                                    | 33          | [ 16 ]        |
| 15 | Live Experience Tour   | 26 de abril de 2019 – 29 de dezembro de 2021    | Live Experience e O Mundo Vai (a partir de 2021)          | 51          | [ 17 ]        |
| 16 | Tudo Colorido          | 08 de abril de 2022 – 10 de dezembro de 2023    | Onda Boa, Macaco Sessions e Chega Mais (a partir de 2023) | 40+         | –             |
| 16 | Clareou                | 25 de outubro de 2025 – 13 de dezembro de 2025  | Clareou                                                   | 5           | [ 18 ]        |

### Promocionais
| Nº | Título                      | Duração                                         | Álbum base        | Número de espetáculos | Ref.   |
| -- | --------------------------- | ----------------------------------------------- | ----------------- | --------------------- | ------ |
| 1  | Turnê M.A.I.S.              | 8 de maio de 2010 – 20 de novembro de 2010      | Pode Entrar       | 9                     | [ 19 ] |
| 2  | Ivete Intimista             | 27 de setembro de 2013 – 15 de novembro de 2015 | As Nossas Canções | 6                     | [ 19 ] |
| 3  | Viva Tim Maia! (com Criolo) | 12 de abril de 2015 – 28 de junho de 2015       | Viva Tim Maia!    | 6                     | [ 20 ] |

## Apresentações especiais
| Nº | Título                    | Duração                 | Número de espetáculos | Ref.   |
| --- | ------------------------- | ----------------------- | --------------------- | ------ |
| 1 | Ivete Canta Baladas       | 4 de dezembro de 2012   | 1                     | [ 19 ] |
| Repertório Ivete Canta Baladas 1. "Completo" 2. "No Brilho Desse Olhar" 3. "Se Eu Não Te Amasse Tanto Assim" / "Eu Sei Que Vou Te Amar" 4. "Agora Eu Já Sei" 5. "Meu Maior Presente" 6. "Medo de Amar" 7. "Deixo" 8. "Faz Tempo" 9. "Teus Olhos" 10. "Quando a Chuva Passar" 11. "Eu Nunca Amei Alguém como Te Amei" 12. "Meu Segredo" 13. "Frisson" 14. "Easy" 15. "Me Levem Embora" 16. "Atrás da Porta" 17. "Coleção" 18. "Muito Obrigado Axé" 19. "Dançando" |                           |                         |                       |        |
| 2 | Ivete Canta Gil e Caetano | 18 de dezembro de 2015  | 1                     | [ 21 ] |
| Repertório Ivete Canta Gil e Caetano 1. "Panis Et Circenses" 2. "Tempo Rei" 3. "Desde Que o Samba é Samba" 4. "Leãozinho" 5. "Lamento Sertanejo" 6. "Tá Combinado" 7. "Vamos Fugir" 8. "Luz do Sol" 9. "Oração ao Tempo" (com a participação do Coral Neojiba) 10. "A Paz" 11. "Você é Linda" (com a participação de Carlinhos Brown) 12. "Trem das Cores" 13. "A Novidade" (com a participação de Preta Gil) 14. "Andar com Fé" 15. "Não Chores Mais" (com a participação de Claudia Leitte) 16. "Toda Menina Baiana" 17. "Luz de Tieta" 18. "Palco" 19. "Noite Feliz" |                           |                         |                       |        |
| 3 | Ivete Canta o Amor        | 3–4 de novembro de 2016 | 2                     | [ 22 ] |
| Repertório Ivete Canta o Amor 1. "Coleção" 2. "Completo" 3. "Não Precisa Mudar" 4. "A Paz" 5. "Você é Linda" 6. "O Sal da Terra" 7. "Zero a Dez" 8. "Deixo" 9. "Todo Azul do Mar" 10. "Hello" 11. Se Eu Não Te Amasse Tanto Assim" 12. "Quando a Chuva Passar" 13. "Ela Une Todas as Coisas" 14. "O Céu de Santo Amaro" 15. "A Lua Q Eu T Dei" 16. "Sá Marina" 17. "Amanhã" |                           |                         |                       |        |
| 4 | Ivete 50 Anos             | 27 de maio de 2022      | 1                     | [ 23 ] |
| Repertório Ivete 50 Anos 1. "Tá Solteira, Mas Não Tá Sozinha" 2. "Tempo de Alegria" 3. "Abalou" 4. "Sorte Grande" 5. "O Mundo Vai" 6. "Empurra-Empurra" 7. "Pra Frente" 8. "Mexe A Cabeça" 9. "Embaraça No Beijo" 10. "Dançando" 11. "A Galera" 12. "O Doce" 13. "Céu da Boca" 14. "Eva (Pequena Eva)" 15. "Tudo Bateu" 16. "Beleza Rara" 17. "O Ciúme" 18. "Se Eu Não Te Amasse Tanto Assim" / "Frisson" / "Meu Maior Presente" / "Deixo" / "Quando a Chuva Passar" / "Agora Eu Já Sei" 19. "Onda Poderosa" 20. "O Farol" 21. "Festa" 22. "Acelera Aê (Noite do Bem)" "O Mundo Vai" |                           |                         |                       |        |
| 5 | Esquenta Ivete 3.0        | 20 de dezembro de 2023  | 1                     |        |
| Repertório Esquenta Ivete 3.0 1. "Alô Paixão" 2. "Me Abraça" 3. "Beleza Rara" 4. "De Ladinho" 5. "Ruas e Rios" 6. "O Mundo Vai" 7. "Só Love Na Cabeça" 8. "Empurra-Empurra" 9. "Flores" 10. "Levada Louca" 11. "Arerê" 12. "Tá Solteira Mas Não Tá sozinha" 13. "Macetando" (com LUDMILLA) 14. "Cheguei" (com LUDMILLA) 15. "Cria da Ivete" 16. "Abalou" 17. "Sorte Grande" 18. "Festa" 19. "Acelera Aê (Noite do Bem)" 20. "Tempo de Alegria" 21. "Você Não Sai" 22. "A Galera" 23. "Céu Da Boca" 24. "Se Saia" 25. "Batucada" 26. "Faraó Divindade Do Egito" 27. "Prefixo De Verão" 28. "Baianidade Nagô" 29. "Mexe A Cabeça" 30. "Se Eu Não Te Amasse Tanto Assim" 31. "A Lua Q Eu T Dei" 32. "Quando a Chuva Passar" 33. "Gigante" 34. "Eva" 35. "Não Precisa Mudar" 36. "Rua Da Saudade" 37. "Tá Tudo Bem" 38. "Cadê Dalila?" 39. "Bota Pra Ferver" 40. "Carro Velho" 41. "Leva Eu" 42. "O Mundo Vai" |                           |                         |                       |        |

## Cancelada(s)
| Nº | Título  | Datas marcadas                           | Álbum base         | Nº de shows | Ref. |
| -- | ------- | ---------------------------------------- | ------------------ | ----------- | ---- |
| 1  | A Festa | 1 de junho de 2024 – 12 de abril de 2025 | Vários e Banda Eva | 30          | –    |